# Mildred Scheel
Mildred Scheel z domu Wirtz (ur. 31 grudnia 1931 w Kolonii, zm. 13 maja 1985 tamże) – niemiecka lekarka i działaczka społeczna, założycielka fundacji Deutsche Krebshilfe, pierwsza dama Niemiec (1974–1979).

## Życiorys
Mildred Scheel była trzecim dzieckiem niemieckiego radiologa Huberta Wirtza i jego żony Amerykanki Elsi Brown. W ucieczce przed alianckimi bombardowaniami Kolonii w 1944, wraz z rodziną wyjechała do bawarskiego Ambergu.
Po ukończeniu szkoły średniej w Ambergu w 1950, studiowała medycynę na Uniwersytetach w Monachium, Innsbrucku i Ratyzbonie. Po ukończeniu studiów rozpoczęła szkolenie specjalizacyjne z radiologii. Następnie pracowała w szpitalach Monachium i Berlinie.

Po tym jak w maju 1974 roku Walter Scheel został wybrany na czwartego prezydenta Republiki Federalnej Niemiec, przeniosła się do Villi Hammerschmidt, siedziby prezydenta federalnego w Bonn. Mildred Scheel podjęła się obowiązków pierwszej damy. W swojej działalności charytatywnej aktywnie wspierała organizacje niosące pomoc osobom chorym na raka. Była założycielką i wieloletnią przewodniczącą Niemieckiej Pomocy Osobom Chorym na Raka (niem. Deutsche Krebshilfe). Została patronką niemieckiego komitetu Światowego Funduszu na rzecz Dzieci UNICEF i przewodniczącą fundacji Müttergenesungswerk założonej przez Elly Heuss-Knapp. 

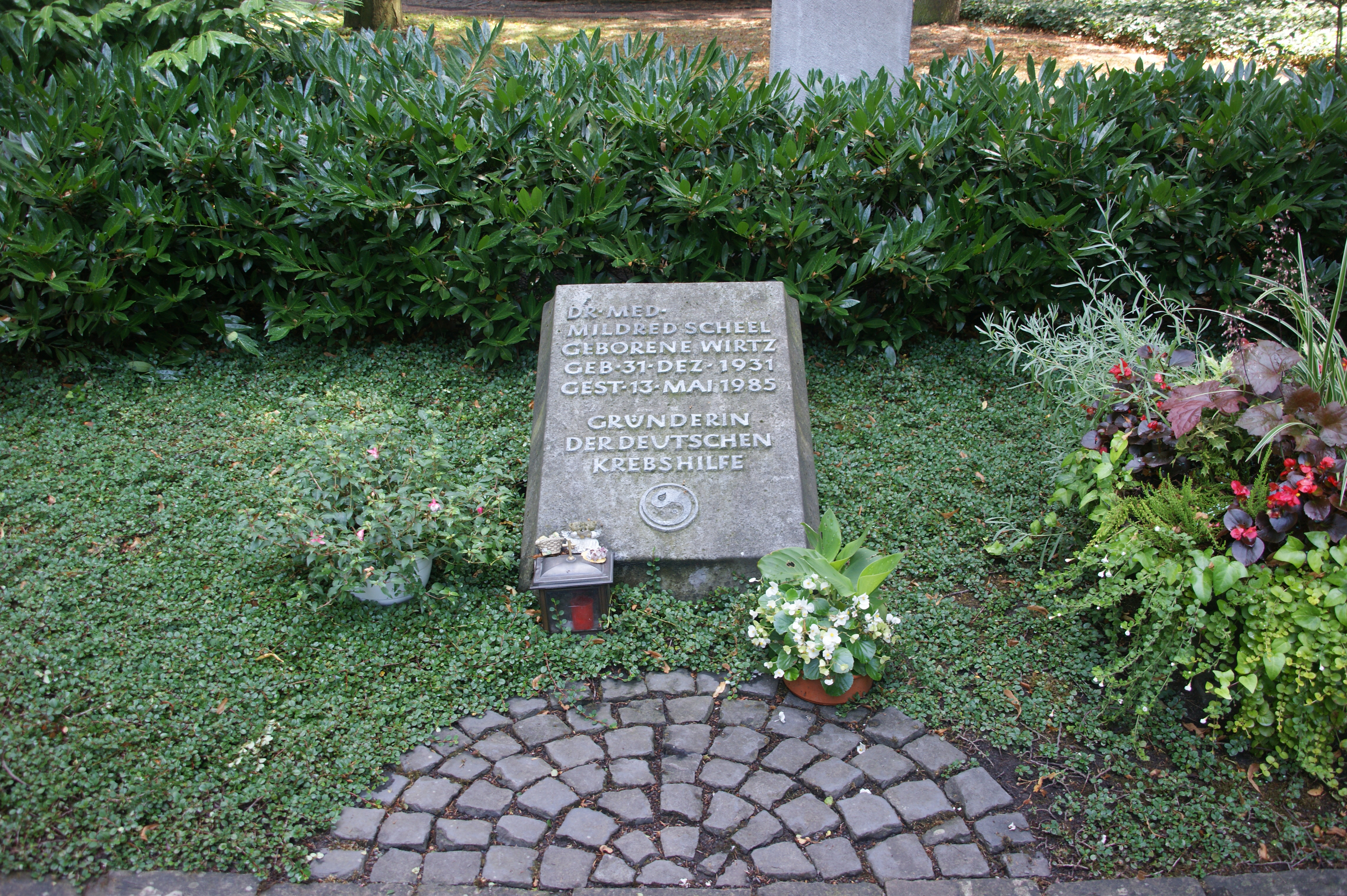
Grób Mildred Scheel na cmentarzu w Bonn

W 1980 Mildred Scheel otrzymała tytuł doktora honoris causa Uniwersytetu Maryland. W tym samym roku Andy Warhol stworzył jej portret.
Zmarła w wieku 53 lat w wyniku choroby nowotworowej. Została pochowana na cmentarzu w Bonn.

## Życie prywatne
W 1969 poślubiła przewodniczącego FDP Waltera Scheela, późniejszego prezydenta Niemiec, którego poznała w 1967 jako podczas pobytu w alpejskim sanatorium nad jeziorem Tegernsee. Para miała córkę Andreę-Gwendolinę (ur. 1970) oraz syna Martina pochodzącego z Boliwii, którego adoptowali w 1971.
Z wcześniejszego związku z reżyserem Robertem Adolfem Stemmle miała córkę Cornelię (ur. 1963).